# David Wolf
David Alexander Wolf (* 23. srpna 1956 Indianapolis, Indiana) je americký astronaut, veterán pěti vesmírných misí a jeden z bývalých členů posádky vesmírné stanice Mir.
Vystudoval elektrické inženýrství na Purdue University (1982) a medicínu na Indiana University. Později sloužil jako letecký chirurg u amerického letectva. V roce 1983 se stal zaměstnancem Johnsonova vesmírného střediska, kde zkoumal fyziologické efekty mikrogravitace. V roce 1990 byl NASA vybrán jako kandidát na astronauta. Jeho první vesmírnou misí byla STS-58 v roce 1993. V roce 1997 a 1998 byl členem posádky ruské vesmírné stanice Mir (tam odcestoval během mise STS-86 a vrátil se během mise STS-89). Během mise STS-112 podnikl výstup do vesmíru (EVA). Během mise STS-127 pak při výstupu EVA dokončil instalaci posledních dvou instalací japonského modulu Kibó.
Když byl v roce 1997 na palubě Miru, stal se prvním člověkem, který volil ve vesmíru.
K roku 2010 strávil ve vesmíru 168 dnů, 8 hodin a 57 minut.